# Aminata Maïga Ka
Aminata Maïga Ka (* 11. Januar 1940 in Saint-Louis; † November 2005; voller Name Rokhaya Aminata Maïga Ka) war eine senegalesische Schriftstellerin.
Maïga Ka wurde in eine muslimische Familie geboren, in der Französisch, Peul, Wolof und Bambara gesprochen wurde. Sie studierte im Senegal, in Frankreich und in den Vereinigten Staaten. Danach arbeitete sie als Englischlehrerin sowie für die UNESCO und die senegalesische Regierung. Die politische Aktivistin Maïga Ka war Mitglied der Parti socialiste.
Als Autorin thematisierte Maïga Ka soziale Probleme der senegalesischen Gesellschaft aus weiblichem Blickwinkel und in französischer Sprache. In ihren literaturkritischen Werken beschäftigte sie sich mit den Autorinnen Mariama Bâ und Aminata Sow Fall.
Aminata Maïga Ka war mit dem Dramatiker und Journalist Abdou Anta Ka verheiratet und hatte sechs Kinder.

## Werke
- La voie du salut; (suivi de) Le miroir de la vie (1985), ISBN 2-7087-0461-3
- En votre nom et au mien (1989), ISBN 2-7236-1494-8
- Brisures de vies (1998), ISBN 2-84402-004-6